# ヴォルフガング・シェンク
ヴォルフガング・シェンク（Wolfgang Schenck、1913年2月7日 - 2010年3月5日）は、第二次世界大戦時のドイツ空軍のエース・パイロットであり、柏葉付騎士鉄十字勲章の受勲者である。ドイツ領南西アフリカ（現ナミビア）のウィントフックで生まれたシェンクは、ドイツ空軍で戦闘爆撃機の育成における重要人物であると同時にMe 262 ジェット爆撃機の運用で先駆的な役割を果たした。

## 初期の履歴
ヴォルフガング・「ボンボ」（Bombo）・シェンクは1913年2月7日にドイツ領南西アフリカのウィントフックで農夫の息子として生まれた。1923年に母親が死去するとベルリンで家族と共に暮らすために姉妹と一緒にドイツに帰国したが、1934年にコーヒー農場で働くために南西アフリカに戻った。

## 軍歴

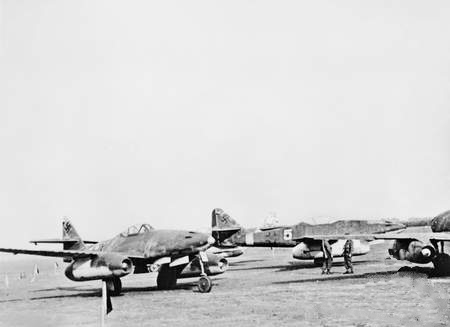
鹵獲されたメッサーシュミット Me262。左の機体は第51爆撃航空団所属機

滑空機操縦士の'C'免許と動力付き航空機操縦士の'A'免許を取得していたシェンクは、1936年12月に士官候補生として軍務に就き、1938年にユーターボークに駐屯する第132戦闘航空団「リヒトフォーヘン」/第II飛行隊（II./JG 132）に配属された。この部隊は第1駆逐航空団/第I飛行隊（I./ZG 1）と改称され、シェンクはその第1飛行中隊で1939年9月のポーランド侵攻と1940年春のノルウェー侵攻に参加した。
シェンクは1940年5月11日に初撃墜を記録したが、16日のイギリス空軍のホーカー ハリケーン機との戦闘で重傷を負いながらも乗機を何とか基地まで帰還させた。1か月の入院後になんとか古巣の飛行中隊に復帰しようとし、第210実験航空隊/第1飛行中隊（1. /Erprobungsgruppe 210：Erpr.Gr. 210）となった元の部隊に配属された。シェンクは9月4日に部隊が駐屯するフランスのドゥナンまで移動し、飛行隊長のマルティン・ルッツ（Martin Lutz）中尉が1./Erpr. Gr. 210に着任するように手配され、シェンク自身は9月5日に飛行隊副官に任命された。
9月27日にルッツが戦死し、1940年10月1日にアルベルト・ケッセルリンク元帥がドゥナンを訪問してヴェルナー・ヴェイマン（Werner Weymann）を飛行隊長代理に任命し、シェンクは第1飛行中隊の中隊長に任命されて中尉に昇進した。
ヴェイマンは10月5日に英仏海峡で撃墜され、今度はシェンクがErpr.Gr.210の飛行隊指揮官（'Gruppenführer'）代理となった。9月1日に第2駆逐戦闘航空団/第II飛行隊（II./ZG 2）から異動してきたカール＝ハインツ・レスマン（Karl-Heinz Lessmann）少佐が新たな飛行隊長に任命されたが、Bf 110を戦闘爆撃機と使用することの知見に関してはシェンクの方が長けていたためにほとんどの作戦ではシェンクが指揮を執った。
1941年半ばに部隊は第210地上攻撃航空団/第I飛行隊に改称され、ソ連への攻撃の準備のために東部へ移動した。東部での作戦が始まってからシェンクは50回以上の戦闘爆撃任務に出撃し、第1飛行中隊の指揮を執り続けて、9機の敵機を撃墜した後の1941年8月14日に騎士鉄十字勲章を授与された。その後短期間レヒリンで第210実験飛行中隊（Eprobungsstaffel Me 210）の指揮官として過ごし、1942年1月に第I飛行隊の飛行隊長としてZG 1に戻った。この時点でシェンクは300回の出撃で18機の撃墜と数多くの敵船舶、戦車、輸送車両の破壊をロシア侵攻作戦期間中の戦果としていた。
1942年8月にシェンクはドイツ航空省のスタッフの地位へ異動となった。10月30日に騎士鉄十字勲章に柏葉が追加授与され、1943年1月にはフォッケウルフ Fw190戦闘爆撃機を装備し地中海戦線に展開する第1地上攻撃航空団の航空団司令に任命された。12月に再び戦闘中に負傷し、入院するが退院後に地上攻撃機兵種総監（Inspizient der Schlachtflieger）に任命された。
1944年6月にシェンク中佐は、メッサーシュミット Me262を戦闘爆撃機として評価する任務を与えられ、この目的のために「コマンド・シェンク」（Kommando Schenck）が編成された。次に第51爆撃航空団の航空団司令に任命され、この部隊は使用機種をMe 262に転換された。シェンクの最後の職務は1945年2月から戦争終結まで務めたジェット戦闘機総監であった。
シェンクは400回以上の出撃を行い、この内40回はMe 262でのものであった。

## その後の人生と死
戦後にシェンクは南アフリカに戻り、ブッシュ・フライングの仕事を始め、1万7,000時間以上を飛行した。その後ドイツに帰国するとマールブルクに定住した。
シェンクは2010年3月5日にドイツのマールブルクで死去した。

## 受勲
- 鉄十字章（1939）
  - 2級（1939年9月23日）
  - 1級（1940年5月25日）
- 空軍名誉杯（1940年10月22日）
- 柏葉・剣付騎士鉄十字章
  - 騎士鉄十字章（1941年8月14日）：第210高速爆撃航空団/第1飛行中隊の中隊長の中尉として[1]
  - 柏葉 第139号（1942年10月30日）：第1駆逐航空団/第I飛行隊の飛行隊長の大尉として[2]